# Trigonistis toroensis
Trigonistis toroensis là một loài bướm đêm trong họ Erebidae.